# Microsorum masaskei
Microsorum masaskei là một loài dương xỉ trong họ Polypodiaceae. Loài này được Nakai H. Itô mô tả khoa học đầu tiên năm 1935.